# Brigada de Caballería «Jarama» I
La Brigada de Caballería «Jarama» I del  Ejército de Tierra español fue una brigada de Caballería acorazada creada en 1965 y disuelta en 2002. La brigada heredó sus cuatro regimientos de caballería de la entonces disuelta División de Caballería «Jarama», siendo de 1965 a 1986 la única Gran Unidad del Arma de Caballería en el Ejército español.

## Historia
La Brigada de Caballería «Jarama» I fue creada en la reorganización del Ejército de Tierra de 1965, al mismo tiempo que desaparecía la División de Caballería, que había sido recreada en 1939 tras acabar la Guerra Civil. La División había sido también denominada oficialmente «Jarama» a partir de 1961. La reorganización de 1965 eliminó también las tres Brigadas Blindadas que se habían creado en 1960, quedando la Brigada «Jarama» como la única Gran Unidad del Arma de Caballería.
En su etapa inicial los regimientos de la Brigada no contaban con la dotación completa de material requerida para equipar a todos sus escuadrones. Estas carencias fueron paliadas durante la década de 1970, cuando la Brigada recibió más carros de combate y vehículos para completar su equipamiento.
En 1986 el Regimiento de Caballería Acorazado «Pavía» fue transferido a la entonces creada Brigada de Caballería «Castillejos» II, quedando ambas brigadas con tres Regimientos de Caballería cada una. En 1997 una nueva reorganización del Ejército de Tierra convirtió a la Brigada «Jarama» en una Brigada de Caballería Movilizable, convirtiéndose dos de sus Regimientos de Caballería en Núcleos de Control de Material, el «Farnesio» en 1997 y el «Almansa» en 1998.
En 2002 la Brigada «Jarama» fue disuelta, junto con el Regimiento «Santiago» y el Núcleo de Control de Material «Almansa». Ese mismo año el «Farnesio» fue reactivado como Regimiento Ligero Acorazado dentro de la División Mecanizada «Brunete» n.º 1.

## Organización

Organigrama de la Brigada de Caballería «Jarama» I en 1976.

Esta era la organización de la Brigada en 1976:
- Cuartel General
- Regimiento de Caballería Ligero Acorazado «Santiago» n.º 1, formado por:
  - Un Escuadrón de Plana Mayor
  - Tres Escuadrones Ligeros Acorazados
- Regimiento de Caballería Acorazado «Pavía» n.º 4
- Regimiento de Caballería Acorazado «Almansa» n.º 5
- Regimiento de Caballería Acorazado «Farnesio» n.º 12
- Regimiento de Artillería de Campaña Autopropulsado, que incluía:
  - Dos grupos autopropulsados, cada uno con:
    - Tres baterías de seis obuses autopropulsados
- Batallón Mixto de Ingenieros
  - Compañía de Transmisiones
  - Compañía de Zapadores
- Grupo Logístico

Cada Regimiento de Caballería Acorazado estaba formado por:
- Un Escuadrón de Plana Mayor
- Un Escuadrón Ligero Acorazado
- Dos Escuadrones de Carros
- Un Escuadrón Mecanizado

## Equipamiento

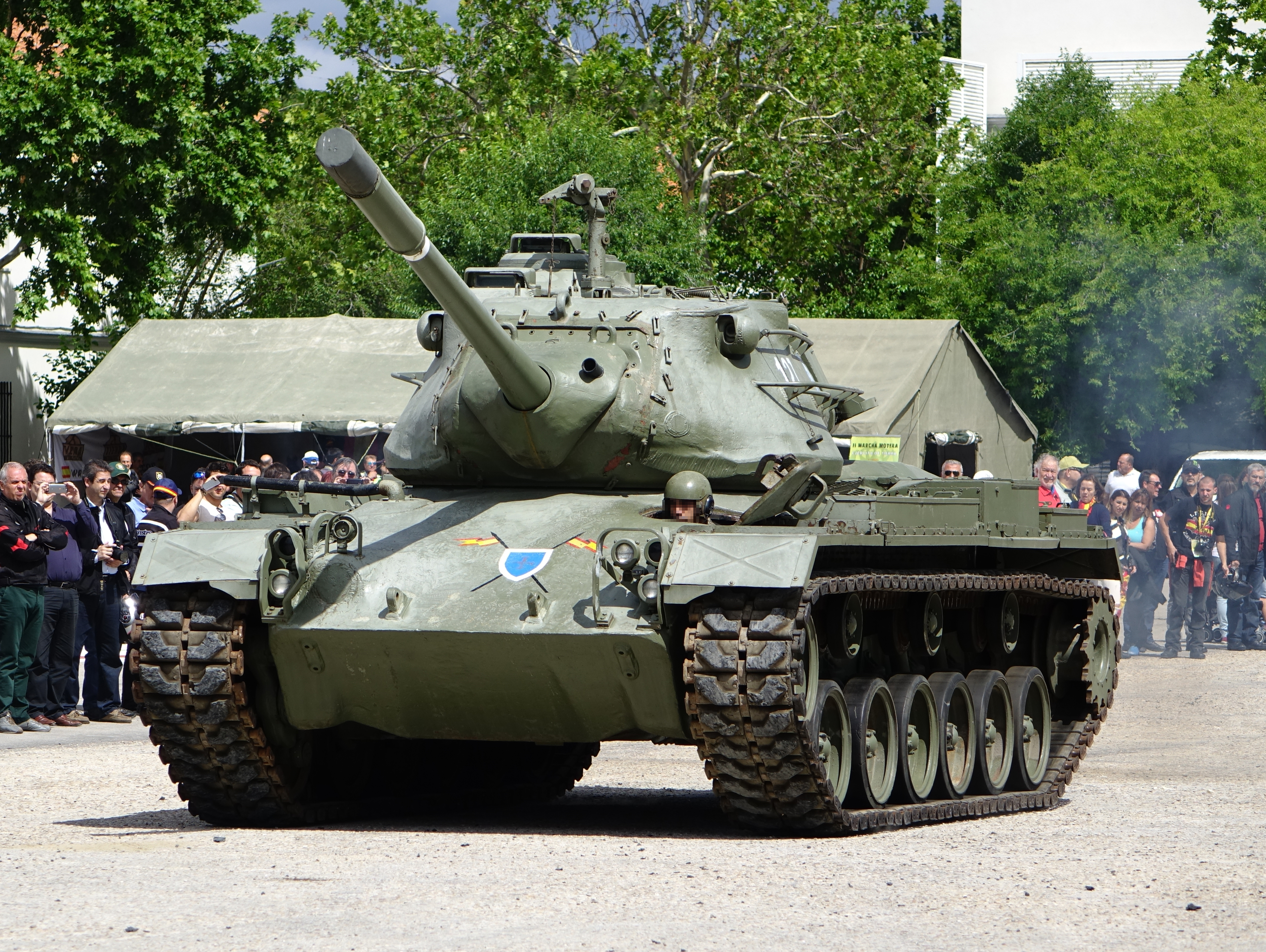
M-47E1 similar a los usados en la Brigada «Jarama»

Los escuadrones acorazados debían estar equipados con carros de combate medios. Inicialmente solo cuatro de los seis escuadrones los tenían, del modelo M47. Los escuadrones ligeros acorazados debían tener carros de combate ligeros y transportes acorazados de personal. En 1965 dos de los tres del «Santiago» contaban con M24, así como dos de los tres escuadrones de los regimientos acorazados, también contando con semiorugas de transporte de personal. Los escuadrones mecanizados estaban entonces equipados con Land Rover 1300, salvo el del «Pavía», que contaba con semiorugas.
Años después, los carros de combate ligeros fueron reemplazados por M41, que equiparon todos los escuadrones ligeros acorazados, y se recibieron M41 y M47 adicionales para equipar a todos los escuadrones acorazados, y posteriormente M48 para equipar al «Pavía» y M47 adicionales para reemplazar a los M41 en los otros escuadrones acorazados. También se obtuvieron transportes oruga acorazados M113 para equipar a los escuadrones mecanizados y a los ligero acorazados. El Regimiento de Artillería estuvo equipado con 36 obuses autopropulsados de 105 mm M108. En la década de 1980 se empezaron a recibir VEC para los escuadrones ligeros acorazados.